# Sébastien Charpentier (Eishockeyspieler)
Sébastien Charpentier (* 18. April 1977 in Drummondville, Québec) ist ein ehemaliger kanadischer Eishockeytorwart, der im Laufe seiner Karriere 26 Spiele in der National Hockey League für die Washington Capitals absolviert hat. Anschließend war er in Europa aktiv, unter anderem bei den EC Graz 99ers und den  Vienna Capitals. Seit seinem Karriereende arbeitet er als Eishockeytrainer, unter anderem für die Tigres de Victoriaville aus der Ligue de hockey junior majeur du Québec.

## Karriere
Charpentier begann seine Karriere 1995 am Laval Titan Collège Français und absolvierte dort 18 Spiele. Im NHL Entry Draft 1995 wurde der Franko-Kanadier von den Washington Capitals in der vierten Runde als Nummer 93 ausgewählt. Zunächst spielte er aber von 1995 bis 1996 bei den Val-d’Or Foreurs und dann ein Jahr bei den Shawinigan Cataractes.
Nachdem der Torhüter in der Spielzeit 1997/98 bei den Hampton Roads Admirals in der East Coast Hockey League gespielt hatte und das Team zum Gewinn des Kelly Cups geführt hatte, kam er 1997 zu den Portland Pirates, dem Farmteam der Washington Capitals in der American Hockey League. Bei den Pirates spielte er bis 2003, kam in dieser Zeit und im Jahr danach aber  zu seinen ersten Einsätzen in der National Hockey League. Insgesamt kam er auf 24 Spiele für die Washington Capitals. Nach einem Abstecher zu den Cousin de Saint-Hyacinthe in die Ligue Nord-Américaine de Hockey spielte er zwei Jahre in Russland.
In der Saison 2007/08 spielte Sébastian Charpentier bei den Vienna Capitals in der Österreichischen Eishockey-Liga. Zur Saison 2008/09 wurde er von den Krefeld Pinguinen als Zugang angekündigt, am 10. Juni 2008 wurde jedoch ein Wechsel zum russischen Klub Awtomobilist Jekaterinburg vermeldet. Nachdem Awtomobilist aufgrund finanzieller Probleme doch nicht an der neu gegründeten Kontinentalen Hockey-Liga teilnehmen konnte, platze das Transfer aber. Im Dezember 2008 wurde Charpentier von den Graz 99ers für den Rest der Saison unter Vertrag genommen. Im Sommer 2009 fiel schließlich die Entscheidung zwischen ihm und Dov Grumet-Morris zu seinen Gunsten. Er verletzte sich jedoch bereits nach 40 Minuten im ersten Saisonspiel und wurde über weite Strecken durch den jungen Fabian Weinhandl ersetzt. Im September 2010 wurde er von den Marquis de Saguenay aus der LNAH verpflichtet.
Zwischen November 2011 und April 2012 stand Charpentier bei den Bietigheim Steelers in der 2. Eishockey-Bundesliga unter Vertrag.
2013 beendete er seine Karriere und arbeitete als Eishockeytrainer, unter anderem für die Tigres de Victoriaville aus der Ligue de hockey junior majeur du Québec.

## Erfolge und Auszeichnungen
- 1998 Teilnahme am ECHL All-Star Game
- 1998 Kelly-Cup-Gewinn mit den Hampton Roads Admirals
- 1998 Kelly Cup Playoffs Most Valuable Player
- 2012 DEB-Pokal-Sieger mit den Bietigheim Steelers

## Karrierestatistik
(Legende zur Torhüterstatistik: GP oder Sp = Spiele insgesamt; W oder S = Siege; L oder N = Niederlagen; T oder U oder OT = Unentschieden oder Overtime- bzw. Shootout-Niederlage; Min. = Minuten; SOG oder SaT = Schüsse aufs Tor; GA oder GT = Gegentore; SO = Shutouts; GAA oder GTS = Gegentorschnitt; Sv% oder SVS% = Fangquote; EN = Empty Net Goal; 1 Play-downs/Relegation; Kursiv: Statistik nicht vollständig)